# Club Penguin
Pentru franciză, vedeți Club Penguin
Club Penguin a fost un joc online dezvoltat de Club Penguin Entertainment Inc., cumpărat apoi de compania Disney. Având ca jucători pinguini 3D, jucătorii se puteau plimba, dialoga, juca jocuri mici și participa la diferite activități, jucătorii între ei, în spații diverse. După testarea beta, Club Penguin a fost făcut public, fiind lansat pentru publicul larg pe 24 octombrie 2005  și s-a închis pe 29 martie 2017. Jocul avea ca țintă publicul format din persoane cu vârsta cuprinsă între 6 și 14 ani. Un țel al dezvoltatorilor a fost și securitatea copiilor, astfel existând un mod, „Ultimate Safe Chat”, folosit pentru chatul în siguranță, filtre care opresc transmiterea de informații personale și moderatori ai chatului. De asemenea, a fost lansată și o altă variantă a jocului, Elite Penguin Force, pentru Nintendo DS.

## Mini-jocuri
Jucătorii puteau juca un număr de mini-jocuri pe Club Penguin. Ei pot câștiga monede pe baza punctajului, cu care pot cumpăra diferite lucruri, chiar și animale de companie. Încă de la lansarea de timbre, unele niveluri de joc s-au limitat doar membrilor.

## Emoticoane
Jucătorii puteau exprima sentimentele lor cu emoticonuri. Existau numeroase emoticonuri, cum ar fi o față fericită, o față tristă, față furioasă, etc. Emoticonurile au aparut deasupra capului jucatorului într-un balon de discurs. Pe 5 decembrie 2007, emoticonurile inimă și craniu au fost eliminate, deoarece jucătorii au spus că sunt ofensive, și au fost înlocuite cu emoticonul floare. La 9 ianuarie 2008, emoticonul inimă a fost adus înapoi ca urmare a cererii populare de jucători, sugerând că acesta ar putea fi folosită într-un mod pozitiv și grijuliu. Unele emoticonuri erau ascunse, deci atunci când un jucător apasă anumite litere și simboluri de pe tastatură, unele emoticonuri care nu apar pe listă vor apărea.

## Vânzări
Un magazin online se află pe pagina principală Club Penguin. Pagina jocului din august 2006, care vinde puffleli și tricouri. Brelocuri, carduri de cadouri și multe alte cadouri au fost scoase la vânzare pe 7 noiembrie 2007.

## Acțiunea „Coins For Change”
„Coins for Change” a fost o donație în joc valabilă din 14 Decembrie până în 24 decembrie 2007, în care jucătorii puteau dona banii lor virtuali pentru fiecare dintre cele 3 acțiuni caritabile: copii ce sunt bolnavi; mediul înconjurător; copiii din țările în curs de dezvoltare. Jucătorii puteau dona 100, 1000 sau 10000 de monede. La sfârșitul campaniei, New Horizon Fondation a donat un total de 1 milion de dolari fundației World Wide Fund for Nature, The Elizabeth Glaser Pediatric AIDS Foundation și Free the Children. Proporția din $1 milion pe care fiecare organizație a primit-o a ajuns din banii virtuali donați pentru fiecare cauză. Spre exemplu: dacă majoritatea jucătorilor au donat banii către mediul înconjurător, organizația pentru mediul înconjurător primește cea mai mare parte. 
În realitate au fost donați :
- Sănătatea copiilor: 39.4%, 394.000 $ au ajuns la The Elizabeth Glaser Pediatric AIDS Foundation.
- Mediul înconjurător: 33%, 330.000 $ au ajuns la World Wide Fund for Nature.
- Copii în țările în curs de dezvoltare: 27.6%, 276.000 $ au ajuns la Free the Children.

Un total de peste 2 miliarde de dolari a fost donat.
Coins for change s-a întors și în 2008, când au fost donați 1 milion de dolari către :
- Copii ce sunt bolnavi
- Copii ce nu își pot permite să meargă la școală
- Copii fără părinți sau răniți de război

Această acțiune organizându-se anual, de fiecare dată categoriile sunt schimbate. În 2009 au fost donați aproximativ 3 miliarde de dolari către:
•Mediul înconjurator
•Familii sărace
•Copii abandonați.
Tot Club Penguin a organizat în 2010, un proiect, refăcând o școală din Haiti după cutremure.
În septembrie 2014, Club Penguin a ajutat să se construiască școli în locuri ca Haiti, Ecuador și India.

## Puffelii
Pufflelii pot fi de culoare albastră și roșie (pentru membrii subscriși și cei care nu sunt membrii subscriși), iar pentru cei ce sunt membrii mai există culorile: roz, negru, verde, violet, galben, alb, portocaliu, maroniu, curcubeu și auriu. plus culorile pentru cei care nu sunt membri subscriși. Ei își pot cumpăra haine, peruci și mobilier, până la mai mult de  75 puffeli, pot accesa părți noi ale jocului, pot cumpăra mobilier pentru puffleli. Un nou catalog, exclusiv pentru cei ce sunt membrii este cel pentru ninja.
Membrii subscriși au putut adopta puffeli preistorici la Petrecerea Preistorica 2014. Acestia nu mai sunt valabili pentru adoptare deocamdata.
Aceștia au acces și la petrecerile doar pentru ei organizate de Club Penguin (nu pentru membrii). Nu toți pinguinii existenți își pot deschide igloo-ul pentru a fi vizitat și de alți jucători. Acum membrii pot câștiga și un puffel curcubeu , ce are culorile curcubeului .
Club Penguin a lansat de curând, carduri de joc care pot fi găsite pe piață, pentru început numai în magazinele Target din Statele Unite ale Americii dar în magazinele din România încă nu, carduri cu care poți deveni automat membru.